# Haverah Park
Haverah Park – civil parish w Anglii, w North Yorkshire, w dystrykcie (unitary authority) North Yorkshire. W 2001 civil parish liczyła 32 mieszkańców.